# Vicky Nizri
Vicky Nizri Shoenfeld (n. 25 noiembrie, 1954 - ) este un scriitoare mexicană.